# Наперегонки к Северному полюсу
«Наперегонки к Северному полюсу» (англ. Top Gear: Polar Special) — специальный выпуск передачи, вышедший в эфир 25 июля 2007 на BBC Two. Эта гонка была организована, чтобы доказать, что на машинах можно достичь Северного магнитного полюса (за центр полюса был взят центр магнитных полюсов на 1996 год). Проект осуществлялся совместно производителем автомобилей Toyota и Top Gear, при поддержке исландской компании по модификации автомобилей Arctic Trucks. В качестве машины для гонки был выбран пикап Toyota Hilux. Toyota, в честь данного события, устроила акцию под названием Hilux Arctic Challenge. Эта передача вышла в формате «высокой чёткости». Существует много вариантов: от 46-минутного выпуска для ТВ до полной и расширенной версии на DVD.

## Обзор
Смысл гонки заключался в том, чтобы выяснить, кто быстрее доедет до центра Северного магнитного полюса Земли: Джереми Кларксон и Джеймс Мэй на автомобиле или Ричард Хаммонд на собачьей упряжке. За основу гонки взяты соревнования, проходящие в Канаде — гонки на лыжах и собачьих упряжках. Джереми Кларксон также хотел доказать, что путешествие на Северный магнитный полюс может быть не трудным испытанием, а лёгкой прогулкой на автомобиле.
В итоге Кларксон и Мэй достигли центра Северного магнитного полюса, при этом Кларксон отказался от своих слов о лёгкой прогулке. Хаммонд на собачьей упряжке так и не дошёл до финиша.

## Машины

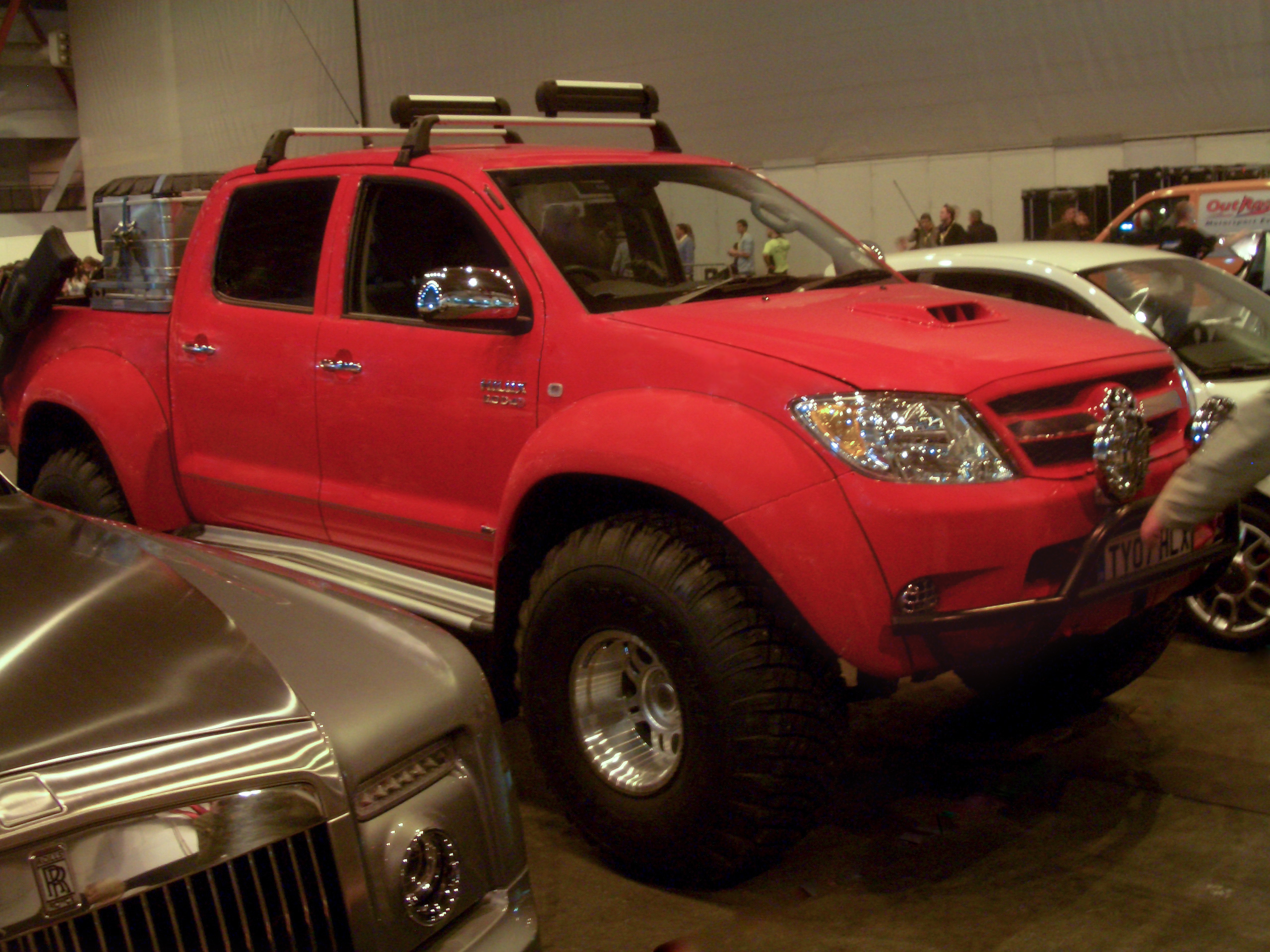
Toyota Hilux которая использовалась в экспедиции.

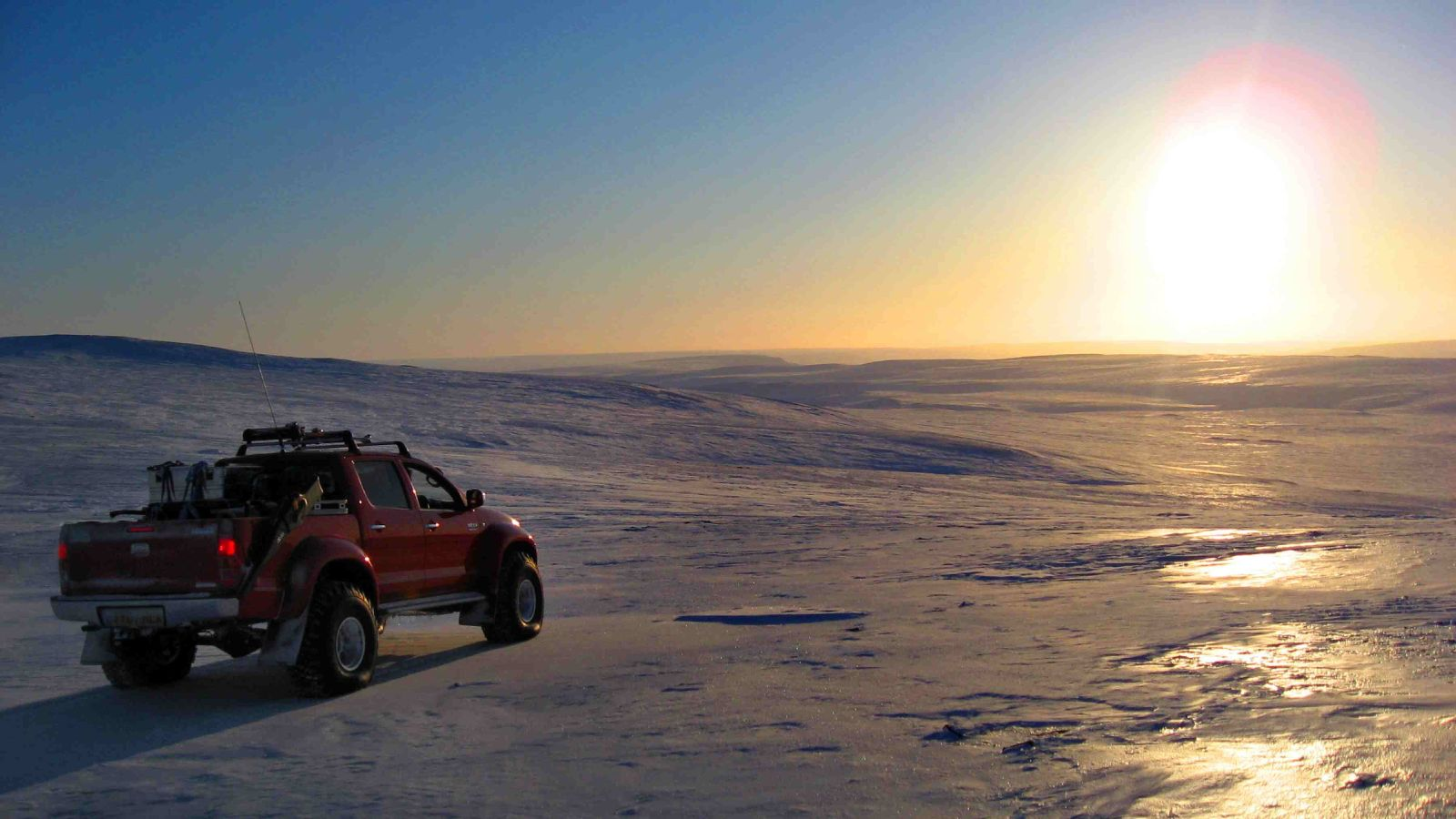
Toyota Hilux во время экспедиции.

В экспедиции использовались два пикапа Toyota Hilux double cab 3.0L (дизель) 2006 года: одна для ведущих, вторая для съёмочной группы, а также Toyota Land Cruiser 120. Помимо этого, был использован специальный прицеп для оборудования. Все машины были полностью подготовлены как для условий северного полюса, так и для осуществления съёмки. Экипаж состоял из представителей исландской компании, которая переделала машины, съёмочной группы, проводников и одного канадского солдата (в обязанности которого входила защита съёмочной группы от белых медведей).
Hilux был выбран из-за исключительной прочности. В передаче её не раз подвергали жёстким испытаниям. Далее представлены основные модификации машины.
- Стандартные колёса и шины были заменены на специальные шипованые шины Arctic Trucks AT405, которые могут работать при давлении от 0,2 бар (3 PSI), для лучшего сцепления на снегу.
- Колёсные арки были подняты и расширены для защиты больших шин.
- Стандартный 3,0-литровый D-4D двигатель был изменён, чтобы справляться с очень низкими температурами. Были установлены аккумуляторы большой ёмкости, дополнительные обогрев салона, двигателя, изменена система охлаждения радиатора.
- Под днищем автомобиля был установлен дополнительный 90-литровый бак (который был пробит во время гонки).
- Передаточное число было изменено на 1:4.88.
- Также были установлены две лебёдки, спереди и сзади.[2]

Позднее Мэй на машине съёмочной группы покорял Исландский вулкан Эйяфьядлайёкюдль, предварительно доработав её для данных условий.

## Подготовка к гонке
Работа над машинами началась в декабре 2006 года, в Канаде, откуда и стартовала экспедиция. Более 240 человеко-часов труда было брошено на переоборудование двух машин для гонки. Тестирование автомобилей началось в феврале 2007 года, после чего были внесены некоторые дополнительные изменения: подвеска была изменена и оригинальные шины были заменены на 38-дюймовые. Тестирование автомобилей продолжалось до апреля 2007 года, пока все не были убеждены в их готовности к гонке.
20 апреля 2007 года ведущие Top Gear начали готовиться к экспедиции. На горнолыжном курорте в Австрийских Альпах проводились тренировки по установке палаток при сильном ветре, строительству временной взлётно-посадочной полосы для самолёта, управлению санями. Они также прошли инструктаж по поводу белых медведей и познакомились с рассказами полярного исследователя Ранульфа Файнса, о прелестях путешествия на Северный полюс. Кроме того, благодаря своему тренеру по выживанию, ветерану SAS, Кларксон искупался в холодной проруби.

## Гонка
Старт произошёл в городе Резольют, в 13:00 25 апреля 2007 года. Кларксон и Мэй, который совершено не хотел ехать (как сказал ему Кларксон: «Мэй, ты будешь первым человеком, побывавшим на Северном магнитном полюсе, который абсолютно этого не хотел»), стартовали на машине. Ричард Хаммонд стартовал на собачьей упряжке в сопровождении Мэтти Макнейр, сопровождающего и полярного исследователя. В первый день пунктом назначения был остров Батерст (Канада), где был разбит лагерь. В дальнейшем члены экспедиции должны были полагаться на спутниковую навигацию.
Также сразу же после старта Джеймс Мэй обнаружил, что оставил перчатки, на что Джереми Кларксон сказал: «Я знал что он будет плох в этой поездке, но не знал что настолько…»
Первые три дня для Кларксона и Мэя были лёгкими: они пили тоник, и ели шоколадные батончики. Кларксон даже придумал специальный туалет и прокатился на лыжах, прицепившись к машине. В это время Ричард Хаммонд бежал на лыжах или ехал в санях упряжки; для того, чтобы не отстать от машины, он старался бежать даже ночью.
Но 28 апреля, вместо ровной поверхности стали проявляться горы из твёрдого густого снега и льда, в которых команда на машинах застряла на несколько дней, пробиваясь с помощью лопат и бензопил. Там же Кларксон из-за своего агрессивного вождения пробил бензобак и сломал амортизатор. После того как машины выехали с трудного участка, началась зона с тонким льдом, и из-за этого автомобили продвигались медленно, чтобы не провалиться под него. У Хаммонда не было проблем с преодолением снежных гор и тонких участков, но на нём стала сказываться усталость. Но благодаря тому факту, что команда, состоящая из машин, застряла, он смог выйти в лидеры. Спустя несколько дней Кларксон и Мэй вышли на ровный участок и вновь обогнали собачью упряжку, по дороге наткнувшись на обломки самолёта DC-3. Под конец путешествия автомобили снова попали на покрытую льдом местность и пробивались к финишу изо всех сил, боясь, что Хаммонд обойдёт их.
Утром 2 мая 2007 года система GPS подтвердила, что команда достигла центра Северного магнитного полюса 78°35,70′ с. ш. 104°11,90′ з. д. (или примерно 78°35′07″ с. ш. 104°11′09″ з. д., из-за погрешности GPS на 0,7 км), что делает их первыми людьми, добравшимися до Северного полюса на автомобиле.
Оттуда ведущие Top Gear были эвакуированы на самолёте, а команда проехала на заброшенную Исландскую метеорологическую станцию, где был разбит лагерь для подготовки техники к обратному пути. Позднее, после возвращения в Резольют, машины съёмочной группы были перевезены в Исландию, а автомобиль ведущих был перевезён в музей-ангар Top Gear в Англии.
Ричард Хаммонд так и не дошёл до Северного полюса, сказав: «Нет смысла идти оставшееся расстояние, если ты проиграл».